# Instituto Nacional de Investigación y Desarrollo Pesquero
El Instituto Nacional de Investigación y Desarrollo Pesquero (INIDEP) de Argentina es una institución pública dependiente del Poder Ejecutivo Nacional, fundada en 1977 con el fin de atender todo lo concerniente a la investigación de la pesca, algas y caza marítima.
Al 27 de febrero de 2023 se encontraba en la órbita del Ministerio de Economía.

## Historia
Fue creado por ley n.º 21 673, dictada por el presidente de facto Jorge Rafael Videla el 21 de octubre de 1977 (y publicada en el Boletín Oficial el 7 de diciembre del mismo año). El INIDEP se conformó a partir del Instituto de Biología Marina. Funcionaba en el ámbito de la entonces Secretaría de Intereses Marítimos del Ministerio de Economía de la Nación.
El 12 de diciembre de 2018 el presidente Mauricio Macri intervino el INIDEP por el término de 180 días (decreto n.º 1127). El 20 de septiembre de 2019 el ministro Luis Miguel Etchevehere prorrogó la intervención por otros 180 días. Finalmente el 17 de enero de 2020 el presidente Alberto Fernández dio fin a la intervención.